# Château de Pommiers (Vérac)
Pour les articles homonymes, voir Château de Pommiers.
Le château de Pommiers est situé à l'extrémité des communes de Vérac et de Villegouge dans l'ancien duché de Fronsac, aujourd'hui Canton de Fronsac en Gironde. Il est le siège de l'ancienne sirerie de Pommiers dont les propriétaires prenaient le titre de Sire. 

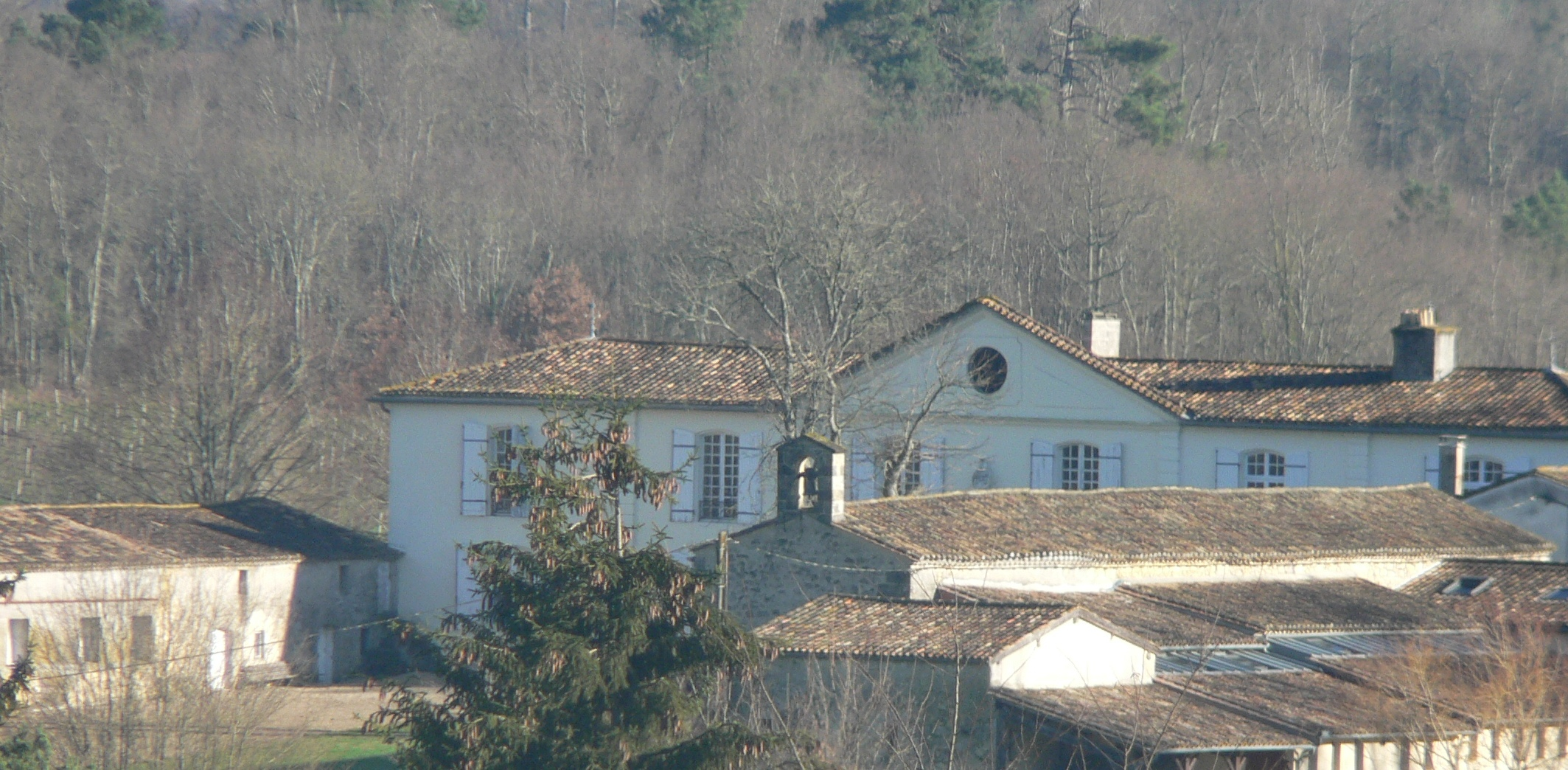

## Histoire

### Époque gallo-romaine
C’est dans un vallon, à quelques kilomètres du bourg de Vérac, près d’une source et sur un petit promontoire calcaire que fut construite jadis une villa gallo-romaine. C’est en 1740, en creusant un fossé que des ouvriers trouvèrent des tombeaux taillés dans le roc de deux en deux parfaitement alignés, des glaives rongés par la rouille, des vases de plusieurs formes, des ossements pulvérisés, des fragments de glaives et des javelines. On y découvrit enfin des médailles romaines, dont une de l’empereur Antonin. Au cours de travaux dans les jardins du château de Pommiers en 1776, on trouva les fondations de murailles d’une grande épaisseur entremêlées de briques.

### Époque médiévale
Les seigneurs successifs du lieu de Pommiers élevèrent sur les ruines de la Villa romaine un château Fort. Ce château fort, de style château gascon, était le siège d’une sirerie dont ils portaient le titre. Au XIIe siècle ils étaient déjà seigneurs de la paroisse de Vérac (alias Veyrac olim Beyrac). Les sires de Pommiers y avaient droits de haute et basse justice mais également de sépulture et de litre. Ce château, qui existait déjà au XIIIe siècle, agrandi au XIVe siècle, était entouré de larges fossés creusés dans le roc. Son enceinte était d’une grande étendue. Au milieu du XIVe siècle, la branche cadette de la famille de Pommiers, vicomte de Fronsac et sire de Pommiers, faisait partie des plus puissantes familles d'Aquitaine. 
Au XIVe siècle, le sire de Pommiers, Guillaume-Sanche III de Pommiers (1315-1367) devient vicomte de Fronsac en épousant Jeanne de Fronsac (1324-1353), héritière de la vicomté de Fronsac, fille de Raymond V(1303-1363), vicomte de Fronsac et d'Assalide d'Albret. En 1343, Guillaume-Sanche de Pommiers effectue pour le compte du roi d'Angleterre, des missions diplomatiques en Castille avec Jean de Brocas, responsable des écuries royales du roi d'Angleterre. Ils ramenèrent en Angleterre des genets. Guillaume-Sanche III de Pommiers vicomte de Fronsac, maria sa soeur, Livie de Pommiers (ca. 1320-après 1355, dite de Fronsac) à Louis Achard (ca.1315-ca.1370) qui reçut alors en dot la sirerie de Pommiers et la seigneurie de Vérac. Ce dernier accompagna Guillaume-Sanche de Pommiers, vicomte de Fronsac en Espagne avec l'armée du Prince Noir qui séjourna à Pommiers. Cette armée comptait de nombreux chevaliers gascons familiers du Prince Noir, comme Bernard de Brocas, chevalier et connétable d'Aquitaine.
Charles Achard (ca. 1355- avant 1408), fils de Louis Achard, rendit un Hommage féodal au duc de Guyenne en 1373 pour la seigneurie de Pommiers. La famille Achard, à travers plusieurs branches familiales en Saintonge, Angoumois, Périgord et Bordelais (pays), conserva les seigneuries de Pommiers, de Vérac et les maisons nobles de Literie (Leyterie) à Vérac durant plusieurs siècles.

### Époque moderne
Le Château et les terres passèrent par alliances des Achard à la famille de Fronsac dont la fille et unique héritière, Henriette Charlotte de Fronsac épousa en 1775 Jean-Antoine de Brons dont la famille était originaire du Quercy, faisait partie de la noblesse du Périgord. Le château de Pommiers ainsi que les autres biens de la Famille de Brons à Vérac furent mis sous séquestre par la Révolution française à cause de l'émigration en mai 1792 de Jean-Antoine de Brons et de son fils. La famille de Brons racheta ces mêmes biens spoliés vingt trois ans plus tôt en 1815 avec le retour des Bourbons sur le trône de France. À l'extinction de la famille de Brons, le château et l'ensemble des biens furent vendus.

### Le domaine
Le château de Pommiers, situé au pied d'une source, avec de très nombreux hectares de prairies, parc, allées, forêts, étangs et vignes d'un seul tenant, était également un domaine viticole qui produisait entre 60 et 80 tonneaux de vin blanc et rouge par an. Le domaine a été entièrement remanié au XVIIIe siècle par Jean-Antoine de Brons, alors nouveau seigneur du lieu, pour transformer la forteresse féodale avec ses tours et fossés en agréable demeure de son temps : Jardins à la française, parc, pièce d'eau, vignes et architecture style Victor Louis. 

## Architecture

### Le château
Il reste du château médiéval de Pommiers modifié en profondeur au début du XVIIIe siècle : la motte féodale, quelques bases de murailles, les prisons et l'ancien Donjon. Ce dernier est incorporé au bâtiment principal actuel. Le château, modifié au XVIIIe siècle et en partie détruit par un incendie au XXe siècle est aujourd'hui un grand rectangle élégant à étages avec fronton. Deux ailes avec pavillons lui donnent une forme en « U ». Une tour pigeonnier et des bâtiments qui fermaient l'ensemble ainsi que des communs de ferme ont aujourd'hui disparu. Les murs d'enceinte des remparts sont en très mauvais état.

### La chapelle et les communs

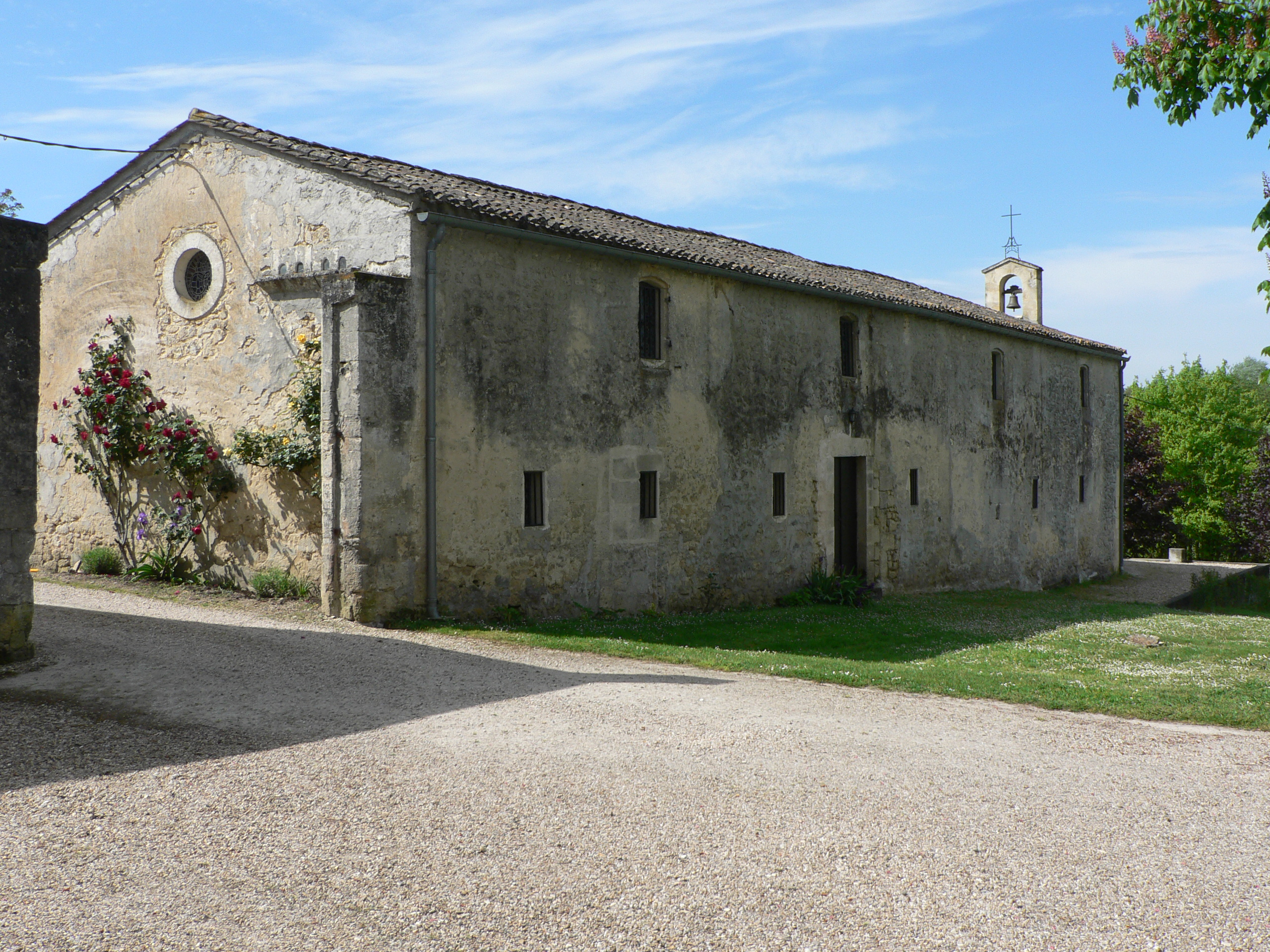
Chapelle vue du château.

Cette aile du château abritait d'anciens communs et pigeonniers. Elle est aménagée en chapelle castrale privée à la fin du XXe siècle par des communautés religieuses catholiques successives. Cette chapelle est sous le vocable de Notre Dame. Des bâtiments neufs adjacents dates de la toute fin du XXe siècle. Le colombier, remplacé par les marches d'un escalier extérieur actuel a totalement disparu. Un autre bâtiment, au centre des jardins actuels à également dispraru. L'aile droite du château abrite des garages et des écuries. 

### La Ferme
A cheval entre les villages de Vérac et de Villegouge, on trouve deux anciens bâtiments de ferme d'une assez grande surface. Le premier, situé sur la commune de Vérac, proche du château était un ancien Chai. Une petite maison d'habitation ancienne lui fait face. Le second, situé sur la commune de Villegouge, est une Grange avec une ancienne Étable (ferme). Les restes d'une ancienne exploitation agricole en ruine sont encore visibles. 

### Le sous-sol
L'ensemble du sous-sol est partagé entre des galeries de carrières de pierre et des souterrains non visitables.

## Les sires de Pommiers
Cette seigneurie s'est transmise par alliances entre toutes ces familles.

### Famille de Pommiers

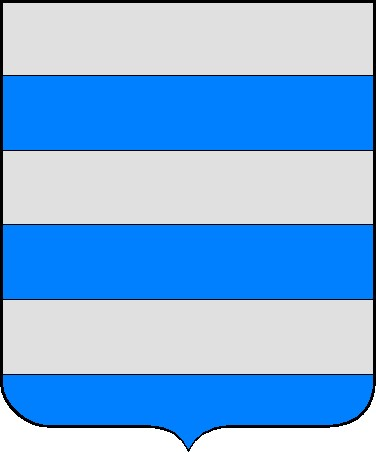
Famille de Pommiers. Fascé d'argent et d'azur. La branche cadette, vicomte de Fronsac, ajoutait pour brisure, une bordure de gueules.

- Guillaume-Amanieu de Pommiers (c.1087).
- Amanieu Ier (1100 - 1103)[15]
- Pons Ier de Pommiers (c.1119/1125)-(c.1123/1126)-(c.1126/1155)-(c.1141).
- Amanieu II de Pommiers (c.1210)-(c.1213)
- Amanieu III de Pommiers (c.1213)-(c.1246) épouse Marie de Pins.
- Guillaume-Sanche Ier de Pommiers (1274-mort vers 1310)
- Guillaume-Sanche II de Pommiers (mort vers 1335) épouse Béatrice Rossell

Sire de Pommiers attestés :
- Guillaume-Sanche III de Pommiers, sire de Pommiers [16]; vicomte de Fronsac (mort vers 1368) épouse Jeanne de Fronsac (1324-1353), héritière de Raymond V (1297-1363), Vicomte de Fronsac et d'Assalide d'Albret (1289-....)[17].
- Guillaume-Sanche IV de Pommiers, sire de pommiers, vicomte de Fronsac, mort en 1378 à Bordeaux[18] ; décapité[19].
- Livie de Pommiers (dite de Fronsac) née vers 1325, héritière de la sirerie de Pommiers et de la seigneurie de Vérac, épouse noble Louis Achard.

### Famille Achard

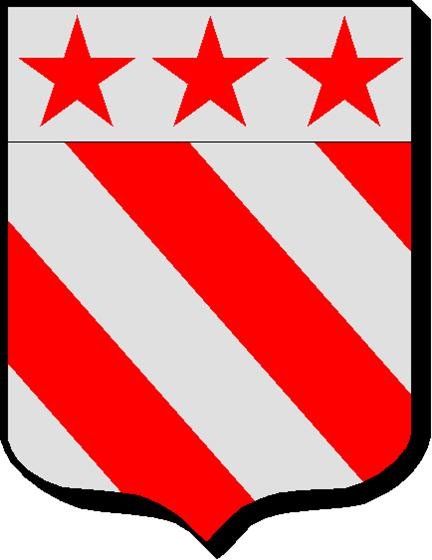
Famille Achard de Vérac, sire de Pommiers en 1429, d'argent à trois bandes de gueules, en chef trois étoiles de même.

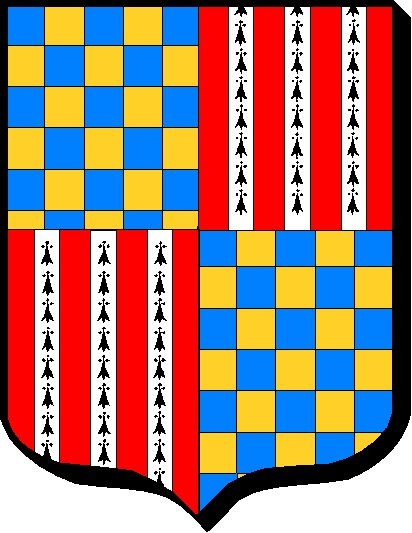
Famille Achard, seigneurs de Vérac, de Pommiers et de Théon en Saintonge 1489-1698, Ecartelé, aux 1 et 4, échiquetés d'or et d'azur; aux 2 et 3 de gueules, à 3 pals d'hermine.

La famille Achard est originaire du Poitou. Connue dès le début du XIIe siècle avec Robert Achard (auteur de la branche normande) et Pierre Ier Achard auteur des autres branches dont celles des seigneurs de Vérac, sires de Pommiers.
- Louis Achard, né vers 1315 et mort en Espagne en 1370, épouse Livie de Pommiers (alias de Fronsac), fille de Guillaume-Sanche IV de Pommiers, née vers 1325[22]. Il reçoit en dot la sirerie et le château de Pommiers ainsi que la seigneurie de Vérac qui y était attachée. Ils eurent un fils Charles Achard.
- Charles Achard (Né vers 1355-Mort avant 1408), fils de louis Achard , fit hommage de la sirerie de Pommiers à Édouard, Prince de Galles, comme duc de Guyenne en 1373. Ce dernier épousa une demoiselle de Cadillac d'où deux enfants :
- Pierre Achard, co-seigneur de Pommiers et de Vérac, d'où sortiront également les branches Achard, seigneurs des Augiers, de Mauconseil, de Terrefort et Romefort[23] en bordelais et Achard de Théon (Arces en Saintonge) qui seront aussi seigneurs de Pommiers, Vérac et Leyterie.
- Jacques Achard, co-seigneur de Pommiers et de Vérac est mort noyé au siège d'Orléans le 6 mai 1429. Il avait épousé Jeanne Joumart[24] dame de Sufferte et fille d'Yvonne de Creyssac.
- Jacques Achard, gentilhomme ordinaire de la chambre du roi, épouse 1o Marguerite Bouchard puis 2o Marie Portier de Callières[25].
- Henri Achard, fils du précédent, épouse Catherine du Breuil de Théon (Arces).
- Charles Achard, seigneur de Théon, Vérac et Pommiers, épouse Anne-Louise Boscal de Réals (1647-1699)[26].
- Henriette Achard, unique héritière de Pommiers, Vérac et autres lieux, épouse Henri de Fronsac.

### Famille de Fronsac

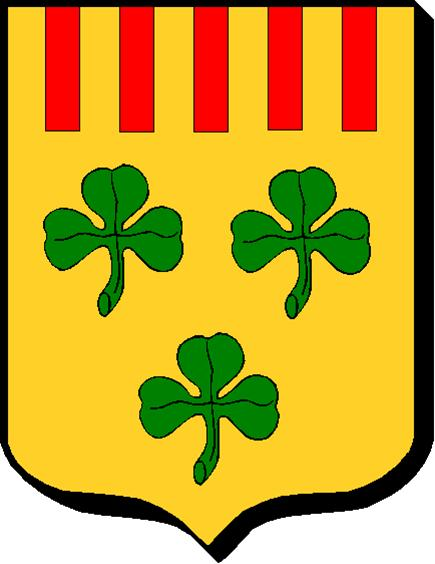
Famille de Fronsac, d'or à trois trèfles de sinople, deux en un, au chef retrait passé d'or et de gueules de cinq pièces.

La famille de Fronsac, lointaine branche cadette de l'ancienne Maison des vicomtes de Fronsac au XIVe siècle, descendait de Gaillard de Fronsac qui vivait en 1400. Ils étaient seigneurs d'Uch, de Lachapelle et Gardedeuil en Périgord mais également seigneurs de la sirerie de Pommiers, des maisons nobles de Leyterie à Vérac et en partie La Lande-de-Fronsac, du fief de Cleyrac à Villegouge ainsi que de la paroisse de Vérac en Fronsadais.
- Henri de Fronsac (1635-1693), épouse vers 1670 Henriette Achard, unique héritière des fiefs de Pommiers, Vérac et Leyterie.
- Louis-François-Henry de Fronsac (1679-1736), épouse d'Henriette-Charlotte de Balavoine de Pontus. Fille unique et héritière de sa famille.
- Henriette-Charlotte de Fronsac, épouse en 1775 Jean-Antoine de Brons. Fille unique et héritière de nom et d'armes de sa famille.

### Famille de Brons
La famille de Brons est connue depuis noble Jean de Brons vivant en 1400. Famille de la noblesse du Périgord, Quercy, Agenais et Bordelais. 

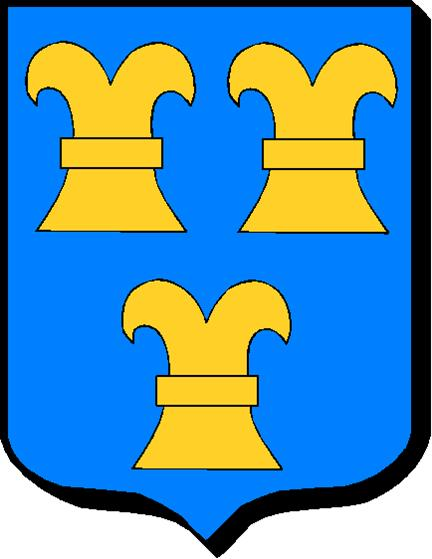
Famille de Brons, d'azur à trois rocs d'échiquier d'or.

- Jean-Antoine de Brons, épouse Henriette-Charlotte de Fronsac. En 1788, il est colonel, gouverneur militaire de Libourne, Coutras, Castillon et Fronsac[30]. Commissaire général des princes à Luxembourg et Lunebourg pendant l'Émigration française (1789-1815)[31].
- Philippe-Antoine-Déodat de Brons-Cézerac (né à Libourne en 1776), émigre à la révolution avec son père et rentre en France en 1802. Maire de Vérac entre 1809 et 1813.
- William-Philippe-Louis de Brons-Cézerac, sous la Restauration (histoire de France) décédé au château de Pommiers sans alliance le 2 juin 1834.
- Philippe-Léon de Brons-Cézerac, frère du précédent, décédé à Bordeaux en 1893.